# A.D. Vision
A.D. Vision – amerykańskie przedsiębiorstwo specjalizujące się w dubbingu i dystrybucji anime. 
Firma została założona w sierpniu 1992; funkcjonowała do 2009 roku. 